# Jana Jurjevna Zsilinszkajtye
Jana Jurjevna Zsilinszkajtye (cirill betűkkel: Яна Юрьевна Жилинскайте, Uraj, 1989. március 6. –) világbajnoki bronzérmes orosz kézilabdázó, a Lada Togliatti játékosa.

## Pályafutása

### Klubcsapatokban
Ikertestvéréhez hasonlóan az Ufa-Alissa csapatában nevelkedett 2004 és 2008 között. 2008 nyarán együtt igazoltak a Lada Togliattihoz. A csapattal egy alkalommal ezüst, két alkalommal pedig bronzérmet nyert az orosz élvonalban, az EHF-kupában pedig 2012-ben és 2014-ben is az első helyen végzett. 2014-től 2016-ig az Asztrahanocska játékosa volt, majd egy évig Krasznodarban, két évig pedig Magyarországon, az Alba Fehérvárban kézilabdázott. 2019 nyarán szerződött a CSZKA Moszkvához. 2021 januárjában tért vissza korábbi csapatához, a Lada Togliattihoz.

### A válogatottban
Az orosz válogatottal részt vett a 2016-os Európa-bajnokságon és a 2019-es világbajnokságon. Utóbbi tornán bronzérmet nyert a csapattal.

## Család
Litván származású, ikertestvére, Viktorija Zsilinszkajtye szintén válogatott kézilabdázó.

## Sikerei, díjai
Lada Togliatti
- EHF-kupa-győztes: 2012, 2014

Válogatott
- Világbajnokság: 3. helyezett: 2019